# پایوی سالو
پایوی سالو (انگلیسی: Päivi Salo؛ زادهٔ ۳۱ ژانویهٔ ۱۹۷۴) بازیکن هاکی روی یخ اهل فنلاند است.